# Las Excelentes Aventuras de Bill y Ted
Bill & Ted's Excellent Adventures,es una serie animada de televisión spin off de los años noventa. Se basa en la película de 1989, Bill & Ted's Excellent Adventure,como parte de su franquicia.

## Antecedentes
La primera temporada fue producida por Hanna-Barbera y se emitió en 1990, por la CBS, con Keanu Reeves, Alex Winter, George Carliny Bernie Casey repitiendo sus papeles de la película.
Para la segunda temporada se realizaron cambios significativos, la producción corrió a cargo de DiC Entertainment y se emitió en 1991, a través de Fox Kids.
A diferencia de la película original y atendiendo a la clasificación PG (Parental Guidance o control parental) aplicada a la misma en los Estados Unidos, como esta serie fue pensada para alcanzar hasta el público infantil, el nombre del dúo de Bill y Ted fue modificado para evitar contravenciones, por el uso de lenguaje adulto en horarios ATP. Por esta razón, el dúo de "Los Sementales Salvajes" ("The Wild Sementals") pasaron a ser conocidos como "Los Elementales Salvajes" ("The Wild Elementals"), manteniendo una fonética similar al nombre original del grupo.

## Voces

### Primera temporada
- Alex Winter - Bill S. Preston
- Keanu Reeves - Ted "Theodore" Logan
- George Carlin - Rufus
- Bernie Casey - Mr. Ryan
- Danny Cooksey - Deacon Logan
- Peter Renaday - Detective Logan

### Segunda temporada
- Christopher Kennedy - Bill S. Preston
- Evan Richards - Ted "Theodore" Logan
- Tara Charendoff - Mary Jane

## Episodios

### Primera temporada
1. One Sweet & Sour Chinese Adventure - To Go (9/15/90)
2. The Birth of Rock 'N Roll or Too Hip for the Womb (9/22/90)
3. A Most Excellent Roman Holiday (9/29/90)
4. Model 'T' for Ted (10/6/90)
5. The More Heinous They are, the Harder They Fall (10/20/90)
6. Birds of A Feather Stick to the Roof of Your Mouth (10/27/90)
7. A Black Night in San Dimas (11/3/90)
8. Pocket Watch Full of Miracles (11/10/90)
9. This Babe Ruth "BABE" is A DUDE, Dude (11/24/90)
10. When the Going Gets Tough Bill & Ted are History (12/1/90)
11. Never the Twain Shall Meet (12/8/90)
12. A Job, a Job - My Kingdom for a Job (12/15/90)
13. A Grimm Story of an Overdue Book (12/22/90)

### Segunda temporada
1. Now Museum, Now you Don't (9/14/91)
2. The Totally Gross Anatomy of a Gym Teacher (9/21/91)
3. The Star Strangled Banner (9/28/91)
4. Leave it to Bill & Ted (10/5/91)
5. Goodbye Columbus.... and America
6. It's A Bogus day in The Neighborhood (10/26/91)
7. Bill & Ted's Excellent Adventure in Babysitting (11/2/91)
8. The Apple Doesn't Fall Far from the Phone Booth (11/16/91)

## Derechos
Los derechos de todas las encarnaciones de la serie son propiedad de Metro-Goldwyn-Mayer (el estudio mismo donde el equipo Hanna-Barbera tuvo su inicio), a través de sus 1997 adquisiciones de Orion Pictures, quien coprodujo la serie y se distribuye en las películas de Bill & Ted . A diferencia de las películas, no hay participación en la serie de TV es propiedad de Paramount Pictures, propietaria de la televisión y los derechos digitales (el primero a través de Trifecta Entertainment & Media) a las películas a través de la propiedad de Nelson Entertainment films.

## Emisión Internacional
- Chile
  - TVN (1991-1995)
  - Canal 13 (1996-1998)
- Uruguay 
  - Teledoce